# Júlio César Martins
Júlio César Martins, mais conhecido como Júlio César (Londrina, 4 de janeiro de 1978), é um ex-futebolista brasileiro que atuava como goleiro. 

## Carreira
Se tornou profissional em 1998 atuando atuando pelo Garça Futebol Clube, quando seu passe pertencia ao Juventus, clube onde jogou até 2001 e depois voltou no ano seguinte depois de uma passagem pelo União São João.
Em 2003 foi contratado pelo Santo André, clube no qual fez história ao conquistar a Copa do Brasil em 2004, sendo o goleiro titular nas duas partidas contra o Flamengo.
Depois do Santo André teve boas passagens por Marília e São Caetano, até que no segundo semestre de 2009 voltou ao Santo André, e no final de 2010 acabou não renovando com o clube.
Em 2012, jogou no Vila Nova.
Em 29 de dezembro de 2012, foi anunciado como novo reforço do Red Bull Brasil para a temporada 2013.
Atualmente defende um clube do estado de Alagoas, o CRB. Após o final da Série B de 2016, Júlio César anunciou a aposentadoria do futebol.

## Títulos
Santo André
- Copa Paulista: 2003
- Copa do Brasil: 2004

CRB
- Campeonato Alagoano: 2015, 2016